# Francisco Bayeu

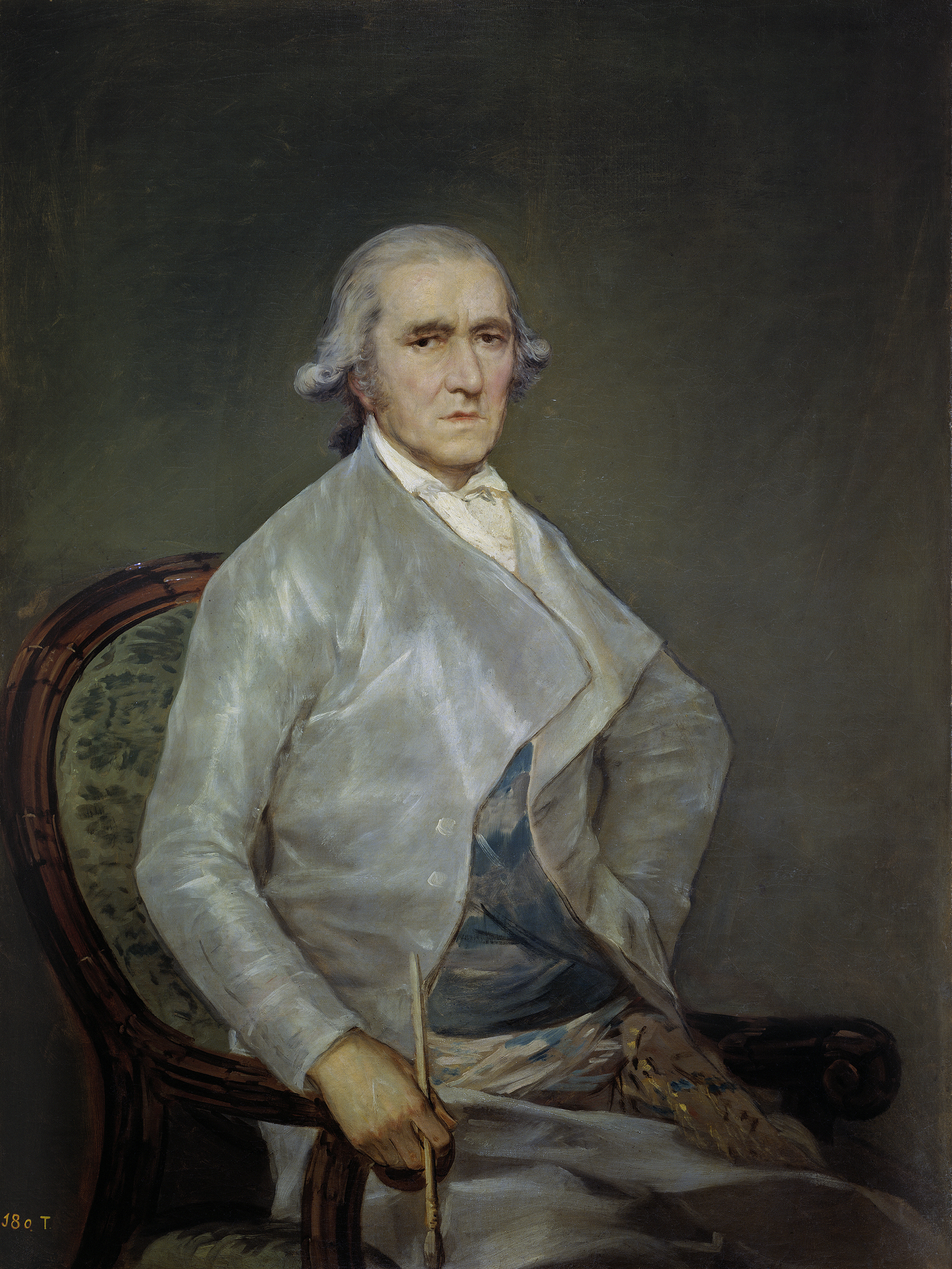
Porträtt av Francisco Bayeu von Goya

Francisco Bayeu y Subias, född 9 mars 1734 i Zaragoza i Spanien, död 4 augusti 1795, var en spansk målare.
Francisco Bayeu y Subias målade i nyklassisk stil, huvudsakligen med religiösa och historiska motiv. Han föddes i Aragonien och fick en bred uppfostran.
Han började konststudier för de lokala konstnärerna José Luzán och Antonio González Velázquez. Därefter flyttade han till Madrid, där han fick ett stipendium för målningen Gerions tyranni för att studera vid Academia Real de Bellas Artes de San Fernando. När hans föräldrar dog tvingades han flytta tillbaka till Zaragoza för att ta hand om sina bröder och bode där tills han kallades tillbaka till Madrid av Anton Raphael Mengs för att medverka i att dekorera kungapalatset i Madrid.
Under hans senare levnad var en av hans kollegor Francisco Goya, som gifte sig med hans syster Josefa Bayeu. Han tjänstgjorde som hovmålare till kung Karl II. Han utnämndes till professor vid Academia Real de Bellas Artes de San Fernando 1765 och blev dess direktör 1788. År 1767 blev han utnämnd till Karl III:s hovmålare och arbetade med utsmyckningar av olika kungliga palats nära Madrid och med mönster för bonader. 
Hans bröder Ramón och Manuel Bayeu var också målare.